# Con el culo al aire
Con el culo al aire és una pel·lícula espanyola de 1980, de 91 minuts de durada, escrita i dirigida per Carles Mira.
La música de la pel·lícula és de Juan Carlos Senante, i els intèrprets en són Ovidi Montllor, Eva León, Antonio Gades, Joan Monleón, Juan Carlos Senante i Mari Francia.

## Argument
Un jove de poble coneix la cantant d'un grup i descobrix el sexe amb ella. L'impacte que li produïx el portarà a ingressar en un psiquiàtric.